# جائزة نيوزيلندا الكبرى 1980
جائزة نيوزيلندا الكبرى 1980 هو سباق فورمولا 1 أقيم بتاريخ 13 يناير 1980 في نيوزيلندا.